# سرو سانتیاگو
سرو سانتیاگو (به اسپانیایی: Cerro Santiago) میدانی آتشفشانی به ارتفاع ۱۱۹۲ متر واقع در گواتمالا در آمریکای مرکزی است. 

## مشخصات
میدان آتشفشانی سانتیاگو از مجموعه‌ای از مخروط‌های خاکستر و آتشفشان‌های سپری کم‌ارتفاع در اطراف شهر خوتیاپا در جنوب شرقی گواتمالا تشکیل شده و مشخصترین آتشفشان آن، مخروط خاکستر سرو سانتیگو است که بر بالای یک آتشفشان سپری واقع در جنوب شرقی خوتیاپا به‌وجود آمده‌است.  آتشفشان بازالتی و پرشیب کولما در شرق شهر قرار گرفته است و در غرب شهر، سرو گوردو یا آتشفشان آمایو که مخروط خاکستری بدون دهانه است قرار دارد. این آتشفشان یکی از چندین مخروط خاکستری است که جریان‌های گدازهٔ آن منطقه‌ای بین خوتیاپا و تپه‌های آتشفشانی ترشیاری واقع در جنوب آن را پوشانده است.